# Булгакова, Елена Сергеевна
Еле́на Серге́евна Булга́кова (урождённая Нюренберг, в первом браке Неёлова, по второму мужу Шиловская; 21 октября [2 ноября] 1893, Рига — 18 июля 1970, Москва) — третья жена русского писателя и драматурга Михаила Булгакова, хранительница его литературного наследия. Основной прототип Маргариты в романе «Мастер и Маргарита». Младшая сестра Ольги Бокшанской, сотрудницы МХАТ, личного секретаря Владимира Немировича-Данченко.

## Биография

### Ранние годы
Родилась 21 октября [2 ноября] 1893 год в Риге, сохранился дом (ул. Феллинская, д. 1, в 1930-е годы нумерация была изменена на д. 3), в котором она жила в детские годы. Её отец, крещёный еврей Сергей Маркович Нюренберг (эту фамилию она чаще писала как Нюрнберг), был учителем, потом податным инспектором, журналистом, печатался в рижских газетах. Мать, Александра Александровна, урождённая Горская (1864—1956), была дочерью православного священника. У Елены Сергеевны была сестра Ольга (1891—1948) и двое братьев — Александр (1890—1964) и Константин (1895—1944).
Племянник Елены Сергеевны Оттокар Александрович Нюрнберг писал о бабушке и тётке: «Мать Елены была очень верующей, энергичной женщиной с практической жилкой. Она не только убедила мужа в связи с рождением Ольги принять православие (сын Александр был уже крещён по православному обряду), но и со временем полностью „русифицировала его“. В доме говорили только по-русски, вместе посещали православную церковь, дети ходили в русскую школу, общались исключительно с русскими. Поэтому Елена, как и все её братья и сестра, выросла в сугубо русской атмосфере… русское окружение и воспитание решающим образом сформировало Елену ещё с детских лет и определило её дальнейшую жизнь. А её брат Александр (мой отец) вёл себя совершенно иначе. Он женился на балтийской немке-лютеранке, так что моя сестра Генриетта и я получили немецко-лютеранское воспитание. Таким образом у бабушки и дедушки были „немецкие“ внуки (моя сестра и я) и „русские“ внуки (оба сына моей тётушки Елены). Впрочем, в отличие от Ольги, Елена всегда произносила свою девичью фамилию как „Нюрнберг“, а не „Нюренберг“. Да и день рождения она отмечала по русскому (юлианскому) календарю, игнорируя тем самым введённый советским правительством григорианский (европейский) календарь».
В 1902—1911 годах обучалась в Рижской Ломоносовской женской гимназии.

### Юность
В 1912 году к 19-летней Елене посватался армейский офицер, поручик Бокшанский. Она уговорила его жениться на её старшей сестре Ольге.
В 1915 году Елена и Ольга пробовали устроиться на работу в МХАТ. В результате в театре осталась Ольга, а Елена, судя по автобиографии, служила секретарём у отца. В 1917 году её родители вернулись в Ригу, где впоследствии и умер Сергей Маркович.
В декабре 1918 года вступила в брак с Юрием (Георгием) Неёловым, сыном известного трагического актёра (а впоследствии не менее известного анархиста) Мамонта Дальского. Юрий Неёлов — военный офицер, в 1919 году поступил в 16-ю армию, действовавшую в составе Западного фронта РККА, где нёс обязанности секретаря (адъютанта) командарма Н. В. Соллогуба.
Тогда и состоялось знакомство адъютанта Неёлова и его жены Елены Сергеевны с Евгением Шиловским, который исполнял обязанности начальника штаба той же 16-й армии. Примерно через год приказом по штабу 16-й армии от 27 сентября 1920 года Юрий Неёлов был откомандирован в распоряжение начальника штаба Западного фронта, а в декабре того же года переведён на Южный фронт. Его брак с Еленой Сергеевной был расторгнут, и осенью 1921 года она становится женой Шиловского. Вскоре у них рождается сын Евгений (1921—1957), а в 1926 году — Сергей (1926—1977).
Несмотря на блестящее положение жены крупного советского военачальника, Елена Сергеевна не была удовлетворена своей жизнью. Ещё в ноябре 1923 года в письме сестре Ольге она признавалась:

Иногда на меня находит такое настроение, что я не знаю, что со мной делается, я чувствую, что такая тихая семейная жизнь совсем не по мне. Ничего меня дома не интересует, мне хочется жизни, я не знаю, куда мне бежать, но очень хочется <…>. Во мне просыпается моё прежнее «я» с любовью к жизни, к шуму, к людям, к встречам. <…> Я остаюсь одна со своими мыслями, выдумками, фантазиями, неистраченными силами. И я или (в плохом настроении) сажусь на диван и думаю, думаю без конца, или — когда солнце светит на улице и в моей душе — брожу одна по улицам.
В 1926 году Елена Сергеевна побывала у брата Александра Сергеевича Нюрнберга в Пярну, куда привезла пятилетнего сына Женю, оставив его в семье брата до лета 1928 года: «она хотела, чтобы сын вырос на свободном Западе». На деле Елена Сергеевна была беременна и нуждалась в помощи. Её муж к тому времени был помощником начальника Академии Генштаба, а в 1928 году был назначен начальником штаба Московского военного округа, на генеральскую должность. На этот год приходится вторая встреча Елены Сергеевны со старшим братом, на которую она приехала в Эстонию вместе со вторым сыном, двухлетним Серёжей. Погостив несколько месяцев в Пярну, она вернулась в Москву вместе с детьми.

### Знакомство с Булгаковым
Боги, боги мои! Что же нужно было этой женщине?! Что нужно было этой женщине, в глазах которой всегда горел какой-то непонятный огонёчек, что нужно было этой чуть косящей на один глаз ведьме, украсившей себя тогда весною мимозами? Не знаю. Мне неизвестно. Очевидно, она говорила правду, ей нужен был он, мастер, а вовсе не готический особняк, и не отдельный сад, и не деньги.— .
28 февраля 1929 года, на масленицу, предположительно в московском доме художников Моисеенко, Елена Сергеевна познакомилась с уже известным тогда писателем, журналистом и драматургом Михаилом Афанасьевичем Булгаковым. Вот как она описывала это знакомство: «Это было в 29-м году в феврале, на масляную. Какие-то знакомые устроили блины. Ни я не хотела идти туда, ни Булгаков, который почему-то решил, что в этот дом он не будет ходить. Но получилось так, что эти люди сумели заинтересовать составом приглашённых и его, и меня. Ну, меня, конечно, его фамилия… В общем, мы встретились и были рядом. Это была быстрая, необычайно быстрая, во всяком случае, с моей стороны, любовь на всю жизнь».
В феврале 1961 года в письме к брату Елена Сергеевна добавляет такую интересную подробность:

На днях будет ещё один 32-летний юбилей — день моего знакомства с Мишей. Это было на масленой, у одних общих знакомых. <…> Сидели мы рядом, <…> у меня развязались какие-то завязочки на рукаве, <…> я сказала, чтобы он завязал мне. И он потом уверял всегда, что тут и было колдовство, тут-то я его и привязала на всю жизнь. <…> Тут же мы условились идти на следующий день на лыжах. И пошло. После лыж — генеральная «Блокады», после этого — актёрский клуб, где он играл с Маяковским на биллиарде… Словом, мы встречались каждый день и, наконец, я взмолилась и сказала, что никуда не пойду, хочу выспаться, и чтобы Миша не звонил мне сегодня. И легла рано, чуть ли не в 9 часов. Ночью (было около трёх, как оказалось потом) Оленька, которая всего этого не одобряла, конечно, разбудила меня: иди, тебя твой Булгаков зовёт к телефону. <…> Я подошла. «Оденьтесь и выйдите на крыльцо», — загадочно сказал Миша и, не объясняя ничего, только повторял эти слова. Жил он в это время на Бол. Пироговской, а мы на Бол. Садовой, угол Мал. Бронной, в особнячке, видевшем Наполеона, с каминами, с кухней внизу, с круглыми окнами, затянутыми сиянием, словом, дело не в сиянии, а в том, что далеко друг от друга. А он повторяет — выходите на крыльцо. Под Оленькино ворчание я оделась <…> и вышла на крылечко. Луна светит страшно ярко, Миша белый в её свете стоит у крыльца. Взял под руку и на все мои вопросы и смех — прикладывает палец ко рту и молчит… Ведёт через улицу, приводит на Патриаршие пруды, доводит до одного дерева и говорит, показывая на скамейку: «Здесь они увидели его в первый раз». И опять — палец у рта, опять молчание… Потом пришла весна, за ней лето, я поехала в Ессентуки на месяц. Получала письма от Миши, в одном была засохшая роза и вместо фотографии — только глаза его, вырезанные из карточки… С осени 1929 года, когда я вернулась, мы стали ходить с ним в Ленинскую библиотеку, он в это время писал книгу <…>
В октябре 1968 года Елена Сергеевна рассказывала одному из биографов Булгакова: Летом 1929 года я уехала лечиться в Ессентуки. Михаил Афанасьевич писал мне туда прекрасные письма, посылал лепестки красных роз; но я должна была уничтожать тогда все эти письма, я не могла их хранить. В одном из писем было сказано: «Я приготовил Вам подарок, достойный Вас…» Когда я вернулась в Москву, он протянул мне эту тетрадку…
Их отношения развивались стремительно. Елена Сергеевна часто бывала в доме Булгаковых, подружилась со второй женой Михаила Афанасьевича Любовью Евгеньевной Белозерской. В марте 1930 года Елена Сергеевна помогала Булгакову печатать и разносить по адресам знаменитое письмо Правительству СССР.
В конце 1930 года или в начале 1931 года муж Елены Сергеевны Евгений Александрович Шиловский узнал о её любовной связи с Булгаковым. 5 февраля 1931 года на последнем листе романа «Белая гвардия» Михаил Афанасьевич делает запись: «Справка. Крепостное право было уничтожено в … году». Считается, что именно в этот день состоялся тяжёлый разговор его с Шиловским, когда Булгаков дал обещание больше не видеться с Еленой Сергеевной. Полтора года спустя он приписал к той строке: «Несчастье случилось 25.II.1931» — день их последней, как они тогда думали, встречи с Еленой Сергеевной.
Они не виделись 20 месяцев. В июне 1932 года Булгаков и Елена Сергеевна встретились в ресторане «Метрополь» при посредстве Ф. Н. Михальского. Оба поняли, что продолжают любить друг друга. Елена Сергеевна уехала с детьми в Лебедянь и здесь написала письмо мужу с просьбой «отпустить» её. Евгений Александрович после долгого молчания написал в ответ, что отпускает: «Я относился к тебе как к ребёнку, был неправ…» Сохранился текст письма Булгакова Шиловскому (неизвестно, было ли отправлено это письмо): «Дорогой Евгений Александрович, я виделся с Еленой Сергеевной по её вызову и мы объяснились с нею. Мы любим друг друга так же, как любили раньше. И мы хотим по…». В письме Елены Сергеевны мужу в Сочи Булгаков сделал приписку: «Дорогой Евгений Александрович, пройдите мимо нашего счастья…» Шиловский отвечал: «Михаил Афанасьевич, то, что я делаю, я делаю не для Вас, а для Елены Сергеевны».
Разрыв Елены Сергеевны с мужем состоялся. Болезненным и тяжёлым был «раздел» детей — старший, 10-летний Евгений, остался с отцом, младший, 5-летний Серёжа, уходил вместе с матерью в дом Булгакова на Большую Пироговскую, 35А.
3 сентября 1932 года Шиловский написал родителям Елены Сергеевны в Ригу: «Дорогие Александра Александровна и Сергей Маркович! Когда Вы получите это письмо, мы с Еленой Сергеевной уже не будем мужем и женой. Мне хочется, чтобы Вы правильно поняли то, что произошло. Я ни в чём не обвиняю Елену Сергеевну и считаю, что она поступила правильно и честно. Наш брак, столь счастливый в прошлом, пришёл к своему естественному концу. Мы исчерпали друг друга, каждый давая другому то, на что он был способен, и в дальнейшем (даже если бы не разыгралась вся эта история) была бы монотонная совместная жизнь больше по привычке, чем по действительному взаимному влечению к её продолжению. Раз у Люси родилось серьёзное и глубокое чувство к другому человеку, — она поступила правильно, что не пожертвовала им. Мы хорошо прожили целый ряд лет и были очень счастливы. Я бесконечно благодарен Люсе за то огромное счастье и радость жизни, которые она мне дала в своё время. Я сохраняю самые лучшие и светлые чувства к ней и к нашему общему прошлому. Мы расстаёмся друзьями. Вам же я хочу сказать на прощанье, что я искренне и горячо любил Вас, как родителей Люси, которая перестала быть моей женой, но осталась близким и дорогим мне человеком. Любящий вас Женя Большой».

### Жизнь с Булгаковым
3 октября 1932 года Булгаков развёлся со своей второй женой Л. Е. Белозерской, а 4 октября был заключён его брак с Еленой Сергеевной. Первая жена Михаила Афанасьевича Татьяна Николаевна Лаппа-Кисельгоф рассказывала, что Булгаков не раз говорил ей: «Я должен жениться три раза!». Будто бы это посоветовал ему А. Н. Толстой, считавший троекратный брак ключом к литературному успеху. Елена Сергеевна вспоминала другое: якобы ещё в Киеве ему нагадала гадалка жениться три раза. Как бы там ни было, оба считали свой союз предрешённым.
Решив пожениться, Михаил Афанасьевич и Елена Сергеевна сообщили об этом её родителям и сестре Ольге, гостившей у Нюренбергов в Риге. 25 октября 1933 года Елена Сергеевна записала в дневнике: «Под утро видела сон: пришло письмо от папы из Риги, написанное почему-то латинскими буквами. Я тщетно пытаюсь разобрать написанное — бледно. В это время Миша меня осторожно разбудил — телеграмма из Риги. В ней латинскими буквами: papa skonchalsia». На похороны отца Елена Сергеевна выехать уже не смогла.
14 марта 1933 года Булгаков передал Елене доверенность на заключение договоров с издательствами и театрами по поводу своих произведений, а также на получение авторских гонораров. Елена Сергеевна печатала под диктовку все произведения писателя 1930-х годов.
Через год после заключения брака Елена Сергеевна по просьбе мужа начала дневник, который вела в течение 7 лет до последних дней жизни Михаила Афанасьевича. При чтении дневника поражает один факт: в совместной жизни Елены Сергеевны и Булгакова не было ни одной ссоры. Это удивительно, если учесть, как тяжело складывались порой обстоятельства. Они действительно были созданы друг для друга: в Елене Сергеевне писатель обрёл не только настоящего друга и возлюбленную, но и свою музу, литературного секретаря и биографа, преданную и неутомимую сотрудницу.
В апреле 1935 года Елена Булгакова сопровождала мужа на Весенний фестиваль в Спасо-хаусе, устроенный американским посольством для советских граждан: государствненных деятелей, военачальников РККА и творческой интеллигенции. Небольшой фрагмент занимает описание бала и подготовки к нему Михаила Булгакова в «Дневнике Елены Булгаковой», впервые опубликованном в 1990 году, а затем переизданном в 2004 году. Именно Елена Булгакова впервые соотнесла событие в резиденции американского посла в Москве с Балом Сатаны в романе своего мужа «Мастер и Маргарита».
Елена Сергеевна всю себя посвятила мужу и его работе. Она писала под его диктовку, перепечатывала рукописи на машинке, редактировала их, составляла договоры с театрами, вела переговоры с нужными людьми, занималась корреспонденцией. Великой её заслугой является сохранение булгаковского архива: многие рукописи, хранившиеся в единственном экземпляре, она успела перепечатать. Благодаря её невероятной энергии после смерти Булгакова смогли увидеть свет многие до того неизданные его произведения, главным из которых является, конечно, роман «Мастер и Маргарита».

### Вдова
После смерти Михаила Афанасьевича Елена Сергеевна попала под опеку Фаины Георгиевны Раневской. Вместе они эвакуировались в Ташкент, где Раневская познакомила Булгакову с Анной Ахматовой, которая отзывалась о новой знакомой в превосходных тонах: «Она умница, она достойная! Она прелесть!». Женщины не раз устраивали читки «Мастера и Маргариты» вслух. А по возвращении в Москву Раневская обратилась к ряду своих знакомых с просьбой о содействии вдове Булгакова в издании его произведений. Откликнулись Святослав Рихтер, Арам Хачатурян, Галина Уланова, Роман Кармен.
В 1952 году Елена Сергеевна установила на могиле мужа камень «голгофа», лежавший на могиле Н. В. Гоголя после перенесения с кладбища Данилова монастыря. К столетию со дня смерти на могиле Н. В. Гоголя был установлен новый памятник в виде постамента с бюстом Гоголя работы скульптора Н. Томского, а голгофа перенесена в запасники Новодевичьего кладбища. Причём могила Булгакова М. А. оказалась вблизи могилы любимого учителя Булгакова — Н. В. Гоголя (через могилу К. С. Станиславского).
Воспоминания В. Я. Лакшина из книги Елены Сергеевны «Воспоминания о Михаиле Булгакове»:

До начала 1950-х годов на могиле Булгакова не было ни креста, ни камня — лишь прямоугольник травы с незабудками да молодые деревца, посаженные по четырём углам надгробного холма. В поисках плиты или камня Е. С. захаживала в сарай к гранильщикам и подружилась с ними (она вообще легко сходилась с простыми людьми — малярами, штукатурами). Однажды видит: в глубокой яме среди обломков мрамора, старых памятников мерцает огромный чёрный ноздреватый камень. «А это что?» — «Да голгофа». — «Как голгофа?» Объяснили, что на могиле Гоголя в Даниловском монастыре стояла голгофа с крестом. Потом, когда к гоголевскому юбилею 1952 года сделали новый памятник, голгофу за ненадобностью бросили в яму.
«Я покупаю», — не раздумывая сказала Е. С. «Это можно, — отвечают ей, — да как его поднять?» — «Делайте что угодно, я за все заплачу… Нужны будут мостки, делайте мостки от сарая к самой могиле… Нужны десять рабочих — пусть будут десять рабочих…»

Камень перевезли, и глубоко ушёл он в землю над урной Булгакова. Стесанный верх без креста, со сбитой строкой из Евангелия, — он выглядел некрасиво. Тогда всю глыбу перевернули — основанием наружу.
В письме к брату писателя Николаю Афанасьевичу Булгакову (1898—1966) от 7 сентября 1962 года Елена Сергеевна писала: Я делаю всё, что только в моих силах, для того, чтобы не ушла ни одна строчка, написанная им, чтобы не осталась неизвестной его необыкновенная личность. <…> Это — цель, смысл моей жизни. Я обещала ему многое перед смертью, и я верю, что я выполню всё.
Помимо работы с творческим наследием Булгакова Елена Сергеевна занималась и переводами (главным образом для того, чтобы зарабатывать на жизнь). Ей принадлежат переводы с французского романов Густава Эмара, Жюля Верна и книги Андре Моруа «Лелия, или Жизнь Жорж Санд».
«Несмотря на всё, несмотря на то, что бывали моменты чёрные, совершенно страшные, не тоски, а ужаса перед неудавшейся литературной жизнью, если вы мне скажете, что у нас, у меня была трагическая жизнь, я вам отвечу: нет! Ни одной секунды. Это была самая светлая жизнь, какую только можно себе выбрать, самая счастливая. Счастливее женщины, какой я тогда была, не было…» — писала Елена Сергеевна в 1950-е годы.
В 1961 году филолог А. З. Вулис писал работу по советским сатирикам и вспомнил подзабытого автора «Зойкиной квартиры» и «Багрового острова». Вулис узнал, что жива вдова писателя, и установил с нею контакт. После первоначального периода недоверия Елена Сергеевна дала почитать рукопись «Мастера». Потрясённый Вулис поделился своими впечатлениями со многими, после чего по литературной Москве пошли слухи о великом романе. Это привело к первой публикации в журнале «Москва» в 1966—1967 годах (тираж 150 тысяч экземпляров). Следует отметить, однако, что, несмотря на живописность рассказа о роли А. Вулиса, ключевыми фигурами в публикации романа были всё-таки К. М. Симонов и Е. С. Булгакова, знакомые ещё с ташкентской зимы 1942 года. Е. С. Булгакова проделала огромную текстологическую работу по подготовке незавершённого романа к печати.
Елена Сергеевна умерла 18 июля 1970 года на 77-м году жизни, пережив троих мужей и старшего сына Евгения. Похоронена она на Новодевичьем кладбище рядом с мужем под гоголевской «голгофой».
Составленный Е. С. Булгаковой в 1967 году вместе с С. А. Ляндресом сборник «Воспоминания о Михаиле Булгакове» увидел свет только в перестройку, уже после смерти обоих авторов, в 1988 году в издательстве «Советский писатель».

## Память
По инициативе рижского предпринимателя Евгения Гомберга дом, где жила Елена Сергеевна Булгакова, 9 января 2021 года украсила мемориальная доска. Сбор денег на увековечивание памяти Елены Сергеевны был открытым, к моменту изготовления доски пожертвования через благотворительный фонд «Шри Ганеша» сделали более 60 человек, собрав свыше 3600 евро. Самое крупное пожертвование составило 500 евро, его сделал человек, для которого установка мемориальной доски было давней мечтой. Массовость обсуждения идеи позволила установить, что местом жительства Нюренбергов был не дом номер 1 на улице Феллинской, а номер 3. Нумерация дома была изменена в 1930-е годы, когда новые рижские власти были одержимы идеей наведения порядка и присвоили угловому дому с ул. Элизабетес, ранее значившемуся под адресом Элизабетес, 9А, другой адрес — Феллинская, 1. А дом под номером один при этом стал номером три. Евгений Гомберг назвал это открытием в булгаковедении, в котором ранее описывался угловой дом, а не тот, где реально жила Елена Сергеевна.
Автор барельефа на мемориальной доске — скульптор Янис Струпулис, надпись гласит, что Елена Сергеевна Булгакова проживала в доме с 29 июня 1902 года по 17 октября 1908 года. Домовую книгу с этими датами обнаружила в архиве краевед Ольга Дорофеева. Ранее считалось, что семья титулярного советника Нюренберга жила здесь с 1903-го по 1910 год. Кроме этого, семья занимала в Риге квартиры на ул. Пилс, 7 и Суворовской, 60, в другие периоды времени. Однако сама Булгакова воспоминания о Риге связывала с Феллинской улицей, поэтому доска установлена именно там.
Остаток собранных средств потратили на восстановление захоронения С. М. Нюренберга и его дочери О. С. Бокшанской, сестры Елены Сергеевны на рижском Покровском кладбище. Ольга умерла в 1948 году, была кремирована в Москве, откуда Елена Сергеевна сразу привезла прах для захоронения в Риге в могиле отца.. В 1967 году Елена Сергеевна приезжала в Ригу, чтобы организовать перезахоронение родных в одну могилу, но это не удалось. Место захоронения отца и сестры на Покровском кладбище, которое с 1990-х годов перешло к Латвийской Православной церкви и стало восстанавливаться, обнаружила рижский краевед Светлана Видякина. Она нашла для оформления надгробия гранитный крест взамен поврежденного железного, установленного еще Еленой Сергеевной, и голгофу. Надгробный памятник был установлен в октябре 2020 года. Место захоронения матери на Вознесенском (ныне Микеля) кладбище, к сожалению, утрачено.

## Семья
Отец — журналист и общественный деятель Лифляндии Сергей Маркович Нюренберг (1864—1933).
Мать — Александра Александровна Нюренберг (урождённая Горская, 1864—1956). После возвращения Нюренбергов в Ригу после Гражданской войны Елена Сергеевна не посещала её, к матери приезжала только Ольга Сергеевна Бокшанская, которая гастролировала со МХАТом по всей Европе и имела возможность даже в 1930-е годы оформить выезд за границу, что Елене Сергеевне как жене военачальника было уже запрещено. Известно, что 9 июля 1935 года Булгаков в письме брату написал, что «подал заявление в Иностранный отдел Московского областного исполкома о выдаче» ему «разрешения на поездку с женою за границу», однако согласия не получил. После войны Елена Сергеевна приехала к матери в июле 1945 года. Александра Александровна к тому времени переехала с Альбертовской, 2 кв.1, в дом № 3 по той же улице, кв. 5. Елена Сергеевна пыталась забрать её в Москву, но она отказалась. Тогда дочери удалось прописать к ней в квартиру бывшую няню своих сыновей, немку Екатерину Ивановну Буш, которая только что вернулась из ссылки и проживать в Москве ей было запрещено. В Риге Екатерина Ивановна смогла устроиться и присматривать за Александрой Александровной, которой к тому времени уже был 81 год.
Елена Сергеевна провела с Александрой Александровной её последние дни, приехав по вызову в Ригу 14 января 1956 года. Как явствует из дневника Елены Сергеевны, её мать скончалась 20 января в 0.30 ночи, была похоронена 21 января на Вознесенском кладбище.
Сестра — Ольга Сергеевна Бокшанская (1891—1948), личный секретарь В. И. Немировича-Данченко, всю жизнь проработала во МХАТе.

### Брат Александр Нюрнберг (1890—1964)
После окончания гимназии Александр Сергеевич поступил в 1907 году в Рижский политехнический институт на инженерно-строительный факультет. Женился на Лилли (Алисе) Александре Генриетте фон Мюллер (1890 — 1 июля 1968 года). В Первую мировую войну был призван в Русскую императорскую армию как офицер-артиллерист. После Октябрьской революции и окончания войны вернулся в Ригу. 28 февраля 1919 года родился его сын Оттокар (Карик или Александр-младший).
Александр Сергеевич участвовал в наступлении на Ригу русской Западной Добровольческой армии под командованием П. Р. Бермондт-Авалова, которая была разбита 11 ноября 1919 года. В декабре 1919 года после её окончательного поражения армия переправилась на территорию Германии, выехала в Германию и жена Александра Сергеевича с сыном. До 1923 года они жили в небольшом городке Александергейме, где 8 марта 1923 года у них родилась дочь Генриетта. Через некоторое время Лилли настояла на переезде в Эстонию, поскольку ещё в 1922 году по ходатайству директора Пярнуской немецкой гимназии им было присвоено эстонское гражданство, при этом фамилия Нюренберг была сокращена до Нюрнберг.
С 1923-го до 1938 года Александр Сергеевич работал архитектором в Пярну, куда к нему дважды приезжала Елена Сергеевна, и где у него два года (с 1926-го по 1928-й) жил её старший сын Евгений. В ноябре 1938 года Нюрнберг был назначен главным архитектором Эстонской железной дороги и переведён в Таллин. В следующем году семья репатриировалась в Германию вместе с другими остзейскими немцами.
Елена Сергеевна вновь встретилась со старшим братом в конце 1960 года, после тридцатидвухлетней разлуки. Он продолжал работать архитектором и в 1964 году скончался в своём доме в Веделе, под Гамбургом. Лилли Артуровна Нюрнберг пережила мужа на четыре года.

#### Племянник Оттокар Нюрнберг
Оттокар Александрович встречался и переписывался с Еленой Сергеевной Булгаковой, помогал издавать Булгакова в Европе, выступал на юбилейных Булгаковских чтениях 1991 года в Москве и в Ноттингеме (Англия), куда он и его сестра Генриетта переехали после смерти родителей. Дети Александра Сергеевича, хотя и свободно говорили по-русски, получили немецкое воспитание (Оттокар окончил частную немецкую гимназию в 1937-м, естественно-математический факультет Тартуского университета). Оттокар в 1939—1940 годах координировал репатриацию прибалтийских немцев в Таллине, после чего уехал и сам на «новые германские земли», в Позен. Окончил курсы переподготовки юристов, был призван в вермахт и до 1945 года служил в нестроевых частях.
После войны работал юристом Верховного суда в Гамбурге, помощником судьи в Берлинском Земельном суде (Западный Берлин), с 1949 года имел адвокатскую практику в Гамбурге, избирался в органы местного самоуправления Северных Земель ФРГ.
На встрече весной 1991 года на юбилейных Булгаковских чтениях в Москве булгаковед Лидия Яновская спросила Оттокара Александровича, кем он себя считает: русским — по отцу? или, может быть, немцем — по воспитанию? «Оттокар Александрович мгновенье подумал. Улыбнулся: Балтийцем!» И пояснил: у него ведь не только со стороны отца и бабушки родня, но и со стороны матери…"

### Брат Константин Нюренберг (1895—1944)
Родился в Риге 3 июня 1895 года. После учёбы в рижской Александровской гимназии в 14 лет поступил в Морской корпус в Петербурге. В 17 лет зачислен в 30-ю Артиллерийскую бригаду вольноопределяющимся. Летом 1913 года поступил в Павловское военное училище. С началом Первой мировой войной в октябре 1914 года состоялся досрочный выпуск училища, Константину Сергеевичу было присвоено звание подпоручика, он был направлен в распоряжение Московского военного округа.
В течение 1915-го — в начале 1916 года К. С. Нюренберг служил в Моршанске, Люблине, Тарнополе, до осени 1916 года — в 20-м Туркестанском стрелковом полку. Февральскую революцию он встретил в 753-м Самборском пехотном полку, а Октябрьскую — в 27-й Отдельной самокатной роте в украинском Красилове. В марте 1918 года демобилизовался и вернулся к родителям в Ригу. Не найдя достойной работы, уехал в Москву, где, по его словам, с июня 1918-го по февраль 1920 года служил в Московском управлении военных сообщений, сначала конторщиком, потом помощником начальника отделения, а в конце начальником отделения: «В феврале 1920 года я был арестован по обвинению во взяточничестве и в преступлении по должности. После следствия был приговорён народным судом к одному году заключения. В сентябре я вышел из тюрьмы, но снова арестован по приговору, который обжаловал, и впредь до следующего суда был выпущен на поруки. В декабре 1920 г. получил разрешение на возвращение в Латвию».
Из латвийского архивного дела К. С. Нюренберга выявилось, что он «был завербован на разведывательной работе при штабе армии», получил латвийский паспорт и латвийскую военную миссию в Москве как агент «Горский» (по девичьей фамилии матери), расписываясь так в ведомостях на получение зарплаты. За четыре месяца шпионской работы в Москве он передал сведения «о схеме организации управлений военных представителей на железных дорогах и комендатур на линиях железных дорог, входивших в состав Московского округа». Работал дипкурьером на маршруте из Москвы в Ригу и обратно, получил расчёт и уволен якобы потому, что попал в Москве под подозрение и обнаружил за собой слежку.
С августа 1921-го по август 1925-го Константин работал ночным сторожем, мотористом, чернорабочим, помощником мастера в «Магазине щёток и кистей Альфонса Блейхштейна». В 1923 году он женился на дочери владельца магазина Маргарите. Однако в семейный бизнес тесть его не взял, после чего Константин в 1925 году поступил на латвийское торговое судно, а через три года перешёл на бельгийский танкер. 1929 году мир охватила Великая депрессия, бельгийские власти уволили всех иностранных моряков. Константин перешёл на танкер гамбургской компании, где работал до 1940 года, после чего списался с флота.
«В ночь на 13-е (февраля) 41 года взяли брата Костю», — записала в семейном дневнике Елена Сергеевна Булгакова. Её младший брат был арестован как «агент штаба латвийской армии», приговорён к пятнадцати годам ИТЛ и к пяти годам ссылки. Он умер в Норильске 12 апреля 1944 года, о чём Елена Сергеевна так и не узнала.

## В художественной литературе
- Акунин, Борис. Русский в Англии. Самоучитель по беллетристике.. — Альпина Паблишер, 2022. — ISBN 978-5-9614-7368-1.

## Комментарии
1. ↑  Это была неоконченная повесть «Тайному другу»[16].
2. ↑  См. воспоминания В. Я. Лакшина «Елена Сергеевна рассказывает…»[21].